# 사회문화이론
사회문화이론(Sociocultural Thoery)은  레프 비고츠키가 제시하고 이후 그의 제자 및 이러한 관점의 심리학자들이 형성한 이론으로  세대간 사회문화의 전달과정에 주목하는 심리학적 이론이다. 발달이론 및 학습이론 등에서 다루어진다.

## 근접발달영역
레프 비고츠키가 제시한 아동의 인지발달 이론인 근접발달영역(러시아어: зона ближайшего развития, 영어: zone of proximal development, ZPD)은  곧 아동이 스스로 도달할 수 있는 능력과 주변의 도움을 받아 도달할 수 있는 능력이 변별될 수 있으며 따라서 아동이 더 확장되고 새로운 인지발달을 이룩하기 위해서는 '근접발달영역'에서 정교한 교수활동이 필수적이다는 것이다.
정신 발달 수준이 동일한 아동이라도 교사의 지도하에 학습 능력이 매우 달라지기 때문에 이 두 아동은 정신적으로 완전히 같은 연령이 아니며, 이들의 후속 학습 코스도 매우 다를 것이다. 이러한 8세와 12세 사이의 차이 혹은 8세와 9세 사이의 차이를 '근접발달영역'이라고 부를 수 있다면 이러한 맥락에서 근접발달영역은 실제적 발달 수준과 잠재적 발달 수준 사이의 거리가 된다. 실제적 발달 수준은 자기주도적인 독립적 문제 해결에 의해 결정될수있으나  잠재적 발달 수준은 성인의 안내 혹은 더 능력 있는 또래들과의 협동을 통한 문제 해결에 의해 결정되고 성장한다는 것이다.
한편 이러한 근접발달영역은 비고츠키의 '언어와 사고발달의 연관성'이라는 개념과 함께 세대간 사회문화의 전달과정에 주목하는 사회문화이론에  중요한 영향을 주고있다.

## 같이 보기
- 인지주의
- 발달심리학